# تقسیمات کشوری سوریه
تقسیمات کشوری سوریه شامل ۱۴ استان می‌شود، استان‌ها نیز به چند منطقه تقسیم می‌شوند و هر منطقه به واحد کوچکتری به نام بخش تقسیم می‌شود، بخش‌ها نیز به روستا، شهرک، کشتزار یا محله تقسیم می‌شوند.
استاندار، فرماندار و بخشدار و شهردارها از طرف وزارت کشور سوریه گماشته می‌شود.
| رديف | نام استان | جمعيت استان | نام مرکز استان | جمعيت مرکز استان | نمايه |
| ---- | --------- | ----------- | -------------- | ---------------- | ----- |
| ۱    | حلب       | ۴٬۳۹۳٬۰۰۰   | حلب            | ۲٬۷۰۰٬۰۰۰        |       |
| ۲    | دمشق      | ۱٬۷۱۱٬۰۰۰   | دمشق           | ۱٬۷۱۱٬۰۰۰        |       |
| ۳    | ریف دمشق  | ۲٬۸۳۶٬۰۰۰   |                |                  |       |
| ۴    | حمص       | ۱٬۸۰۳٬۰۰۰   | حمص            | ۷۵۰٬۵۰۱          |       |
| ۵    | لاذقیه    | ۱٬۰۰۰٬۰۰۰   | لاذقیه         | ۴۲۴٬۰۰۰          |       |
| ۶    | حماة      | ۲٬۰۵۲٬۰۰۰   | حما            | ۷۲۵٬۰۰۰          |       |
| ۷    | طرطوس     | ۸۰۰٬۰۰۰     | طرطوس          | ۱۶۲٬۹۸۰          |       |
| ۸    | رقه       | ۹۲۱٬۰۰۰     | رقه            | ۱۸۸٬۰۰۰          |       |
| ۹    | دیرالزور  | ۱٬۲۳۹٬۰۰۰   | دیرالزور       | ۲۳۹٬۱۹۶          |       |
| ۱۰   | سویداء    | ۷۷۰٬۰۰۰     | سویدا          | ۲۱۲٬۴۶۳          |       |
| ۱۱   | حسکه      | ۱٬۵۱۲٬۰۰۰   | حسکه           | ۲۵۱٬۵۷۰          |       |
| ۱۲   | درعا      | ۱٬۰۲۷٬۰۰۰   | درعا           | ۱۴۶٬۴۸۱          |       |
| ۱۳   | ادلب      | ۱٬۵۰۰٬۰۰۰   | ادلب           | ۱۶۵٬۰۰۰          |       |
| ۱۴   | قنیطره    | ۹۰٬۰۰۰      | قنیطره         | ۴٬۳۱۸            |       |

## تقسیمات کشوری سوریه

### استان ادلب
- منطقه ادلب
- منطقه معره نعمان
- منطقه اریحا
- منطقه حارم
- منطقه جسرالشغور

### استان حسکه
- منطقه الحسکه
- منطقه راس العین
- منطقه المالکیه
- منطقه قامشلی

### استان حلب
- منطقه جبل سمعان
- منطقه اعزاز
- منطقه الاتارب
- منطقه الباب
- منطقه تل رفعت
- منطقه جرابلس
- منطقه دیر حافر
- منطقه السفیره
- منطقه عفرین
- منطقه عین العرب
- منطقه منبج

### استان حما
- منطقه حمات
- منطقه سقیلبیه
- منطقه سلمیه
- منطقه محرده
- منطقه مصیاف

### استان حمص
- منطقه حمص
- منطقه الرستن
- منطقه تدمر
- منطقه المخرّم
- منطقه القصیر
- منطقه تلکلخ

### استان دیرالزور
- منطقه دیر الزور
- منطقه ابو کمال
- منطقه المیادین

### استان دمشق
- دمشق

### استان درعا
- منطقه درعا
- منطقه ازرع
- منطقه الصنمین

### استان رقه
- منطقه الرقه
- منطقه الثوره
- منطقه تل ابیض

### استان ریف دمشق
- مرکز ریف دمشق
- منطقه التل
- منطقه داریا
- منطقه دوما
- منطقه الزبدانی
- منطقه قدسیا
- منطقه قطنا
- منطقه القطیفه
- منطقه النبک
- منطقه یبرود

### استان سویدا
- منطقه السویداء
- منطقه شهبا
- منطقه صلخد

### استان طرطوس
- منطقه طرطوس
- منطقه صافیتا
- منطقه دریکیش
- منطقه الشیخ بدر
- منطقه بانیاس

### استان قنیطره
- منطقه قنیطره
- منطقه فیق

### استان لاذقیه
- منطقه اللاذقیه
- منطقه القرداحه
- منطقه الحفّه
- منطقه جبله